# Katastrofa nuklearna w zatoce Czażma
Katastrofa nuklearna w zatoce Czażma – katastrofa sowieckiego atomowego okrętu podwodnego spowodowana wybuchem jądrowego paliwa w reaktorze atomowym w dniu 10 sierpnia 1985.
10 sierpnia 1985 roku, czyli niespełna rok przed katastrofą w Czarnobylu, okręt podwodny  К-431 projektu 675 (Echo-II w kodzie NATO), floty pacyficznej ZSRR stojący u nabrzeża w zatoce Czażma (w stoczni Szkotowo-22 (Шкотово-22) uległ zniszczeniu w wyniku eksplozji reaktora jądrowego. Do wybuchu doszło na skutek błędów w obsłudze podczas otwierania reaktora. Spowodowało to samoczynną, niekontrolowaną reakcję łańcuchową uranu i wybuch spowodowany przegrzaniem chłodziwa.
W efekcie zginęło na miejscu 10 marynarzy z okrętu, sam okręt zatonął, a zatoka Czażma została skażona radioaktywnie. W 1992 roku skażenie rzędu 240 μR/h obejmowało 100 000 m². W epicentrum utrzymuje się skażenie 20–40 μR/h (maksymalnie było tam do 117 μR/h). Skażenie to było głównie związane z izotopem kobaltu-60 (96–99%), a w minimalnym stopniu także cezu-137.